# ヴァイオリンソナタ第20番 (モーツァルト)
ヴァイオリンソナタ第20番 ハ長調 K. 303 (293c) は、ヴォルフガング・アマデウス・モーツァルトが作曲したヴァイオリンソナタ。新モーツァルト全集では第13番とされる。

## 概要
6曲の「パリ・ソナタ」の3番目にあたる作品で、第18番、第19番と共に1778年の2月にマンハイムで作曲された。
第1楽章で大胆な形式上の工夫が示されている作品で、実験的とさえもいえる異色作になっている。その第1楽章では、序奏風の部分と主部が2回交代するという形態が採用されているが、そこでは調性構造の特異性のほか、独自の不安定な情緒が目を惹くことになっており、この楽章が極度にユニークな創造であることを物語っている。

## 構成
2楽章の構成で、演奏時間は約10分。
- 第1楽章 アダージョ - モルト・アレグロ
ハ長調、2分の2拍子、ソナタ形式。
序奏風のアダージョの部分と、ソナタ形式によるモルト・アレグロの主部から構成されている。第1主題はハ長調、イ短調、イ長調、ト長調の4つの調性感を内住させている。また、再現の前にアダージョを採択している。

- 第2楽章 テンポ・ディ・メヌエット
ハ長調、4分の3拍子、ソナタ形式。
縮小されたソナタ形式で、展開部は激性を省いて穏やかに流れ、また再現部は第2主題から始まる。